# The Walking Dead
För andra betydelser, se Walking Dead.
The Walking Dead är en amerikansk månatlig, svart-vit serietidning/tidningsserie, som sedan 2003 publiceras av Image Comics. Den är skapad av Robert Kirkman och tecknad av Tony Moore, senare Charlie Adlard. Denna "zombie"-serie publiceras sedan 2011 även på svenska (av Apart Förlag). En TV-serie baserad på serien började sändas under 2010.

## Historik
Serien är skapad av manusförfattaren Robert Kirkman och tecknaren Tony Moore som ersattes av Charlie Adlard från och med nummer sju av tidningen. Moore fortsatte däremot att teckna omslagen till och med nummer 24. Seriens handling kretsar kring en grupp av människor som försöker överleva i en värld drabbad av ett zombieutbrott. Serietidningen har vunnit Eisnerpriset 2010 för bästa pågående serie. En TV-serie baserad på serietidningen började sändas 2010 och är klar med sin femte säsong. Serien ges på svenska ut både som album (från 2011) och serietidning (från 2013).

## Handling
Småstadspolisen Rick Grimes blir skjuten och hamnar i koma, en dryg månad senare vaknar han upp på ett övergivet sjukhus. Hans familj är borta, hans hemstad ser ut som en krigszon och verkar ha övergivits i all hast. Men det är inte det värsta, det går omkring halvruttna människor överallt, människor som borde vara döda men som ändå lever, de är "levande döda", de är hungriga och farliga. Snart får Rick reda på att något slags virus har spridit sig, ett virus som förvandlar människor till zombier. All media har upphört att sända och civilisationen har fallit samman. Rick måste nu försöka hitta sin familj och överleva i denna fasansfulla värld där döden lurar överallt. Men kanske är inte de levande döda det värsta hotet, utan rent av de människor som fortfarande lever.

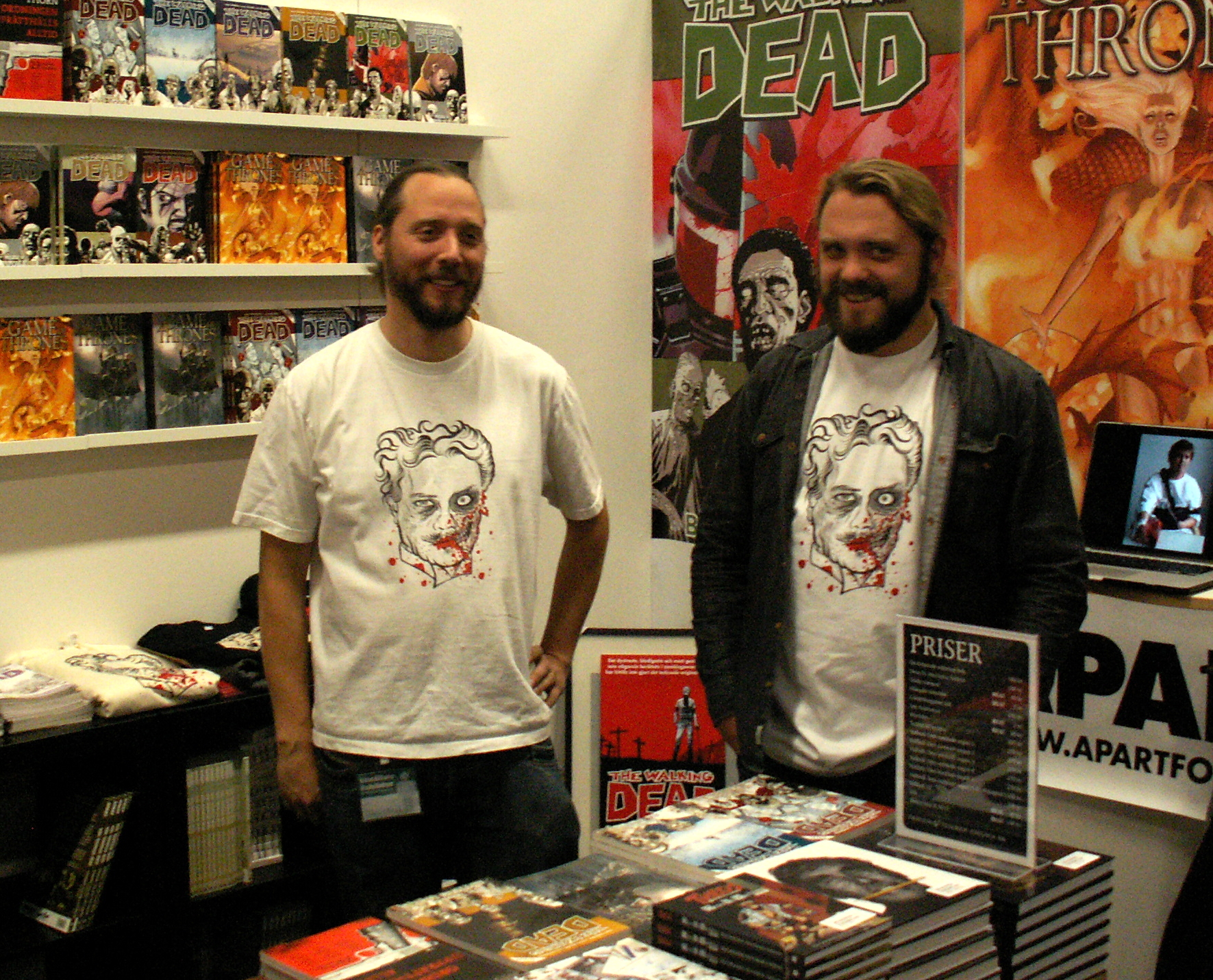
Apart Förlags Johan Kimrin och Jimmy Wallin på Bokmässan 2013.

## Svensk utgivning
Material från den amerikanska serietidningen kommer sedan 2011 ut på svenska genom Apart Förlag, i tjocka album som samlar sex originaltidningar i varje nummer. Det första numret, ”Tills döden skiljer oss åt”, släpptes i maj 2011. En andra – ”På drift” – släpptes i oktober 2011 men hade smygpremiär på bokmässan i september. Den tredje volymen, ”I tryggt förvar”, släpptes i butik 20 mars 2012.
1. Tills döden skiljer oss åt (2011)
2. På drift (2011)
3. I tryggt förvar (2012)
4. Köttets lustar (2012)
5. Anfall är bästa försvar (2012)
6. Totalt jävla mörker (2013)
7. Lugnet före… (2013)
8. Stormen (2013)
9. Det som inte dödar (2014)
10. Att vara eller inte vara (2014)
11. Jägarna (2014)
12. Radhuseffekten (2014)
13. Ingen återvändo (2015)
14. Ingen utväg (2015)
15. En andra chans (2015)
16. Ett nytt hopp (2015)
17. Fruktans tid (2016)
18. Negans hämnd (2016)
19. Tärningen är kastad (2017)
20. Krig (2017)

### Serietidningen
Sedan januari 2013 ges även seriematerialet ut som svensk serietidning. Varje nummer av den svenska tidningen innehåller två nummer av den amerikanska. Tidningen återtrycker material som tidigare givits ut i albumform (se ovan).
Utgivningen av tidningens tre första nummer var ett samarbete mellan Apart förlag och Egmont. Ett smakprov ur första numret publicerades i Agent X9 nr 1/2013. Från och med det fjärde numret ges tidningen ut av Apart förlag på egen hand.